# Маленький Николя (фильм)
«Маленький Николя» (фр. Le Petit Nicolas) — французская комедия Лорана Тирара 2009 года. Фильм, снятый по мотивам серии книг «Маленький Николя» Рене Госинни, рассказывает о проделках маленького Николя и его друзей и снят к 50-летию публикации первого рассказа из цикла. Фильм был выпущен в прокат во Франции 30 сентября 2009 года.

## Сюжет
Николя вполне доволен своей жизнью и ничего не хотел бы менять в ней: папа и мама любят его, а ещё у него есть школьные друзья, с которыми интересно вытворять разные проделки. Однако как-то раз Жоаким рассказывает товарищам, что у него появился младший братик, из-за чего его жизнь сильно осложнилась. Теперь Николя, заметив странное поведение своих родителей, уверен, что скоро и у него будет маленький братик, а тогда самого Николя родители наверняка увезут в лес и бросят там, как Мальчика-с-пальчик. Николя размышляет о том, как ему избежать столь ужасной участи. Наконец, он с товарищами решает обратиться к гангстеру, чтобы тот помог избавиться от будущего братика. Найдя телефон в адресной книге и по ошибке позвонив в автосервис, Николя узнаёт, что на операцию потребуется 500 франков. Добыв их при помощи товарищей, продавая соседским мальчишкам «эликсир силы», Николя снова звонит «гангстеру». Автомеханик, думая, что речь идёт о ремонте, просит привезти машину. Едва избежав аварии на дороге, Николя и его друзьям удаётся и это. Неожиданно они встречают Жоакима с детской коляской, который рассказывает, как хорошо быть старшим братом. Николя меняет своё мнение и теперь ждёт не дождётся, когда появится его братик. Родители удивлены этим, так как появление братика не входило в их планы. Впрочем, через некоторое время желание Николя осуществляется. Вот только появляется у него не братик, а сестрёнка. Но Николя уже было всё равно.

## В ролях
| Актёр                   | Роль                                          |
| ----------------------- | --------------------------------------------- |
| Максим Годар            | Николя                                        |
| Винсент Клод            | Альцест                                       |
| Бенджамин Аверти        | Эд                                            |
| Шарль Валье             | Жоффруа                                       |
| Виктор Карль            | Клотер                                        |
| Герман Пит Дамико       | Руфус                                         |
| Дамиен Фердель          | Аньян                                         |
| Вирджил Сераль          | Жоаким                                        |
| Елиза Нёрш              | Мари-Эдвиж                                    |
| Валери Лемерсье         | мать Николя                                   |
| Кад Мерад               | отец Николя                                   |
| Сандрин Киберлэн        | учительница                                   |
| Франсуа-Ксавьер Демасон | месье Дюбон по прозвищу «Бульон», надзиратель |
| Мишель Дюшоссуа         | директор школы                                |
| Даниэль Прево           | месье Роже Мушбум, шеф отца Николя            |
| Мишель Галабрю          | министр образования                           |
| Франсуа Дамьен          | месье Бледур, сосед                           |
| Жерар Жюньо             | учитель музыки Клеман Матьё                   |
| Луиза Бургуэн           | продавщица цветов                             |

## Производство

### Развитие
Продюсеры Оливье Делбос и Марк Миссонье предложили Лорану Тирару проект, который сразу же принял его, потому что он вырос с персонажами из истории. Об этой истории Тирар сказал:

Это … показалось мне очевидным. Я вырос вместе с «Маленьким Николя». Я читал это, когда был подростком. Эта работа представляет меня и говорит со мной. Я сразу понял, как будет выглядеть фильм.
Оригинальный текст (англ.)It... struck me as obvious. I grew up with Le Petit Nicolas. I read [it] when I was a teenager. This work represents me and speaks to me. I immediately knew what the film would look like.
— Лоран Тирар
Тирар также добавил, что персонаж Николаса был очень личным для Рене Госинни, сказав:

Я знал, что ключ будет заключаться в адаптации как в его работе, так и в его жизни, поэтому Я пытался понять характер Рене Госинни. Это был тот, кто искал свое место в обществе, и ему пришлось побеждать через смех… [Госинни] понял, что смех может быть и защитой [в] обществе, где вы не чувствую себя вне места и способ вставить. Это вещи, которые я читал между строками его биографий, и [они] говорили со мной. Маленький мальчик, ищущий свое место в обществе, стал осью, на которой построить историю.
Оригинальный текст (англ.)I knew that the key would be to adapt the both in his work and in his life, so I tried to understand the character of René Goscinny. This was someone who was looking for his place in society, and he had to win through laughter... [Goscinny] realized that laughter could be both a defense [in] a society where you do not feel out-of-place and a way to insert. These are things that I read between the lines of his biographies, and [they] spoke to me. The little boy looking for his place in society has become the axis on which to build the story.
— Лоран Тирар

### Кастинг
8 апреля 2008 года было объявлено, что Валери Лемерсьер и Кад Мерад присоединились к фильму, чтобы сыграть маму и отца Николя. Максим Годар был приглашен в качестве исполнения главного героя — Николя. В этом отношении Тирар сказал:

Максим Годар имеет очень четкое видение того места, где он хочет быть в компании того, что он хочет делать со своей жизнью. С его уходящей личностью я думал, что он не побоится быть перед камерой, но это случилось наоборот. В первый же день, когда к нему подошёл огромный рычаг крана с камерой, он был ошеломлен!
Оригинальный текст (англ.)Maxime Godart has a very clear vision of the place he wants to be in the company of what he wants to do with his life. With his outgoing personality, I thought he would not be afraid in front of the camera. But it happened the other way around. The first day, when huge crane arm with a camera approached him for a first round crank, he was petrified!
— Лоран Тирар
По словам Тирара, Максим очень хотел сыграть персонажа, и ему это очень понравилось.

Он никогда не проявлял никаких признаков усталости и не выражал необходимость прекратить.
Оригинальный текст (англ.)He never gave any sign of fatigue or expressed the need to stop.
— Лоран Тирар
Тирар также снял в фильме своего сына Вирджила Сираля (Жоаким, одноклассник и друг Николя).

### Съёмки
Съемки начались 22 мая 2008 года в Париже и закончились 11 октября 2008 года. Большая часть съёмок состоялась на Studio Monev в Sint-Pieters-Leeuw. Сцены были также расставлены в Лакене, недалеко от старой школы лодочников на вакантной площадке.

## Саундтрек
Музыку для фильма написал Клаус Бадельт и исполнили Geert Chatrou, Dirk Brossé и Loïc Pontieux. Композиция была выпущена 28 сентября 2009 года EmArcy Records. Второй сингл был выпущена Luce в октябре 2009 года. Композиция получила положительные отзывы на его выпуск. «Movienthusiast» дал положительный обзор альбома и наградил его тремя звездами из пяти, сказав, что музыка этого фильма способна заполнять различные темы, и сцены обычно создают щекотливое чувство в аудитории.
Список;
| №                   | Название                                                                   | Длительность |
| ------------------- | -------------------------------------------------------------------------- | ------------ |
| 1.                  | «Un drôle de sujet de rédaction (A funny essay topic)»                     | 7:42         |
| 2.                  | «Générique (Generic)»                                                      | 2:46         |
| 3.                  | «Mord aux prof (Kill the teacher)»                                         | 1:14         |
| 4.                  | «La Roulette (Roulette)»                                                   | 0:58         |
| 5.                  | «Les Filles, c'est pas intéressant (Girls are not interesting)»            | 1:00         |
| 6.                  | «Papa et Maman se disputent souvent (Mom and Dad often argue)»             | 1:43         |
| 7.                  | «3 Francs par rose (3 Francs for a rose)»                                  | 3:02         |
| 8.                  | «Un Jeu drôlement compliqué (An awfully complicated game)»                 | 1:40         |
| 9.                  | «Une Balade en forêt (A Walk in the forest)»                               | 1:21         |
| 10.                 | «Le Spectacle (The Show)»                                                  | 1:11         |
| 11.                 | «Je vais avoir un petit frère! (I'm having a little brother!)»             | 1:09         |
| 12.                 | «Ménage (Cleaning)»                                                        | 1:19         |
| 13.                 | «Gangster-à-louer (Gangster to rent)»                                      | 1:08         |
| 14.                 | «Et en plus, c'est un sale cafard! (And besides, it's a dirty cockroach!)» | 1:11         |
| 15.                 | «Potion Magic (Magic Potion)»                                              | 3:50         |
| 16.                 | «Rivalités fraternelles (Sibling rivalry)»                                 | 2:05         |
| 17.                 | «Rolls Folle (Rolls mad)»                                                  | 3:58         |
| 18.                 | «Neuf Mois (Nine Months)»                                                  | 2:04         |
| 19.                 | «On dirait un poivron confit (It looks like a pepper confit)»              | 1:02         |
| Общая длительность: | Общая длительность:                                                        | 40:23        |

## Выход наDVD
Фильм был выпущен на DVD 3 февраля 2010 года от Wild Side Video. В бонусных функциях была брошюра с историей Пети Николя и комментарий с участием детей-художников фильма.

## Сборы
В свою первую неделю выпуска «Маленький Николя» продал более миллиона билетов во Франции. Фильм собрал 48 398 428 долларов во Франции и 11 088 066 долларов в США на международных территориях на общую сумму 59 486 494 долларов.

## Критика и отзывы
Фильм в основном получил положительные отзывы критиков.

## Продолжение
В августе 2013 года было подтверждено, что продолжение «Каникулы маленького Николя» будет выпущено 9 июля 2014 года. Валери Лемерсьер и Кад Мерад повторили свои роли родителей Николя, а самого главного героя сыграл другой мальчик — Матео Бойсселье.